# 전국채소생산자연합회
전국채소생산자연합회는 생산·출하조정협의, 생산기술의 과학화, 경영의 합리화 및 유통의 선진화 도모 목적으로 2000년 12월 26일 설립된 대한민국 농림축산식품부 소관의 사단법인이다.

## 주요 사업
- 재배기술, 소비동향, 생산유통 동향에 관한 정보 교환 및 보급
- 농자재 공동구매 및 생산출하 조정 협의
- 생산유통에 관한 조사, 연구
- 교육 및 각종자료 출판, 회보 발행